# Tiene (Radegast)
Die Tiene ist ein rechter Nebenfluss der Radegast im Nordwesten Mecklenburg-Vorpommerns.
Das Fließgewässer entspringt am Westufer des Wedendorfer Sees, der unter anderem von der Kellerbäk gespeist wird. In zunächst westlicher Fließrichtung durchläuft der Bach ein Erosionstal mit Steilhängen und in Köchelstorfer Mühle einen Mühlenteich. Das 1826 errichtete Gebäude der ehemaligen Wassermühle wird seit 1995 als Wohnhaus genutzt. Der Flussabschnitt liegt im Landschaftsschutzgebiet Köchelstorfer Mühle einschließlich Wedendorfer See. Die Unterschutzstellung erfolgte bereits 1956 mit dem Zweck, die Mühle als damals beliebtes Ausflugsziel und den Wanderweg zum Wedendorfer Herrenhaus in landschaftlich reizvoller Lage zu erhalten.
In jetzt nordwestlicher Fließrichtung verläuft die Tiene mäandrierend auf der Gemeindegrenze zwischen Wedendorfersee und Rehna. Ab Höhe des Rehnaer Ortsteils Brützkow ist der Bachlauf begradigt. Auf Wiesen führt das Gewässer östlich an Rehna vorbei und nimmt dabei mehrere Entwässerungsgräben auf. Bereits im Naturschutzgebiet Radegasttal mündet die Tiene 1,5 Kilometer nördlich des Rehnaer Stadtzentrums in die Radegast.